# Tuckesburg

Karte von Münster 1680. An der erkennbaren Hüfferstraße der Hügel mit Zeichen einer ehemaligen Befestigung / Motte und einem Baum.

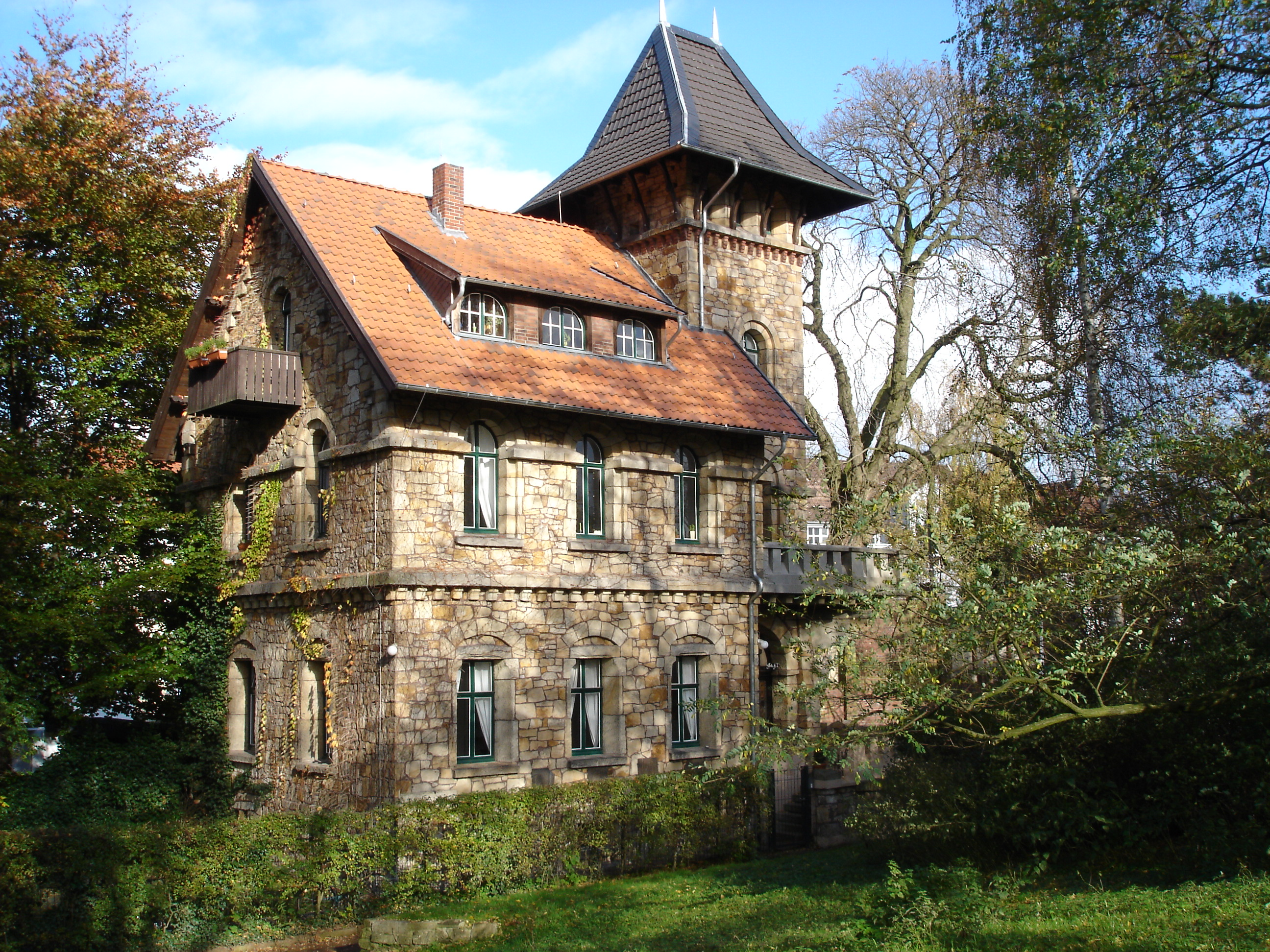
Die Tuckesburg heute.

Die Tuckesburg liegt auf einem kleinen Hügel (dem „Weyhesche Hügel“) am Rande des alten Zoos in Münster zwischen Promenade, Himmelreichallee und Hüfferstraße. Sie war das 1892 erbaute Wohnhaus von Hermann Landois, in dem er vom 17. März 1892 mit seinem Affen „Lehmann“ bis zu seinem Tod lebte. Er ließ sie direkt neben dem von ihm gegründeten Zoologischen Garten nach seinen Vorstellungen erbauen. Dort nannte er sich „Graf Tucks“.

## Historisches
Landois versuchte zu beweisen, dass die ursprüngliche Zwingburg und Richtstätte des Kirchspiels Überwasser gleichen Namens an diesem Platz gelegen hatte.
In der Tat gab es eine historische Tuckesburg, allerdings lag diese zwischen dem Coesfelder Tor (auch Liebfrauentor) und der ehemaligen Judenschanze auf dem Weg zur Sentruper Heide. Sie bestand aus einem Hügel mit einem Wassergraben und war die Hinrichtungsstätte für die „ehrlichen Hinrichtungen“, also die von Bürgern der Stadt oder die durch das Schwert. Beim Bau der Zitadelle 1661 wurde die historische Tuckesburg beseitigt und überbaut.
Der Weyhesche Hügel, auf dem die heutige Tuckesburg steht, sind wahrscheinlich die Reste einer Motte (Turmhügelburg) aus dem Mittelalter vor den Toren der Stadt.
Die Herkunft des Namens „Tuckesburg“ ist unbekannt.

## Nach Landois
Im Jahr 1967 wurde die Tuckesburg an die Stadt Münster verkauft, saniert und seitdem als Wohnhaus genutzt.
Von 1974 bis 1986 wurde die Tuckesburg von der Malerin, Galeristin und Kinderbuchautorin Antje Vogel und ihrem Mann Claus Steinrötter bewohnt.